# Продавец кошмаров
«Продаве́ц кошма́ров» — восьмой студийный альбом российской панк-рок-группы «Король и Шут». Выпущен 5 декабря 2006 года на CD и MC. Альбом был записан на студиях «Добролет», «Нева» (Санкт-Петербург) и «Наше Время» (Москва) и закончен 5 декабря 2006 года. Песни «Марионетки» и «Ром» возглавляли хит-парад Чартова дюжина. На песни «Ром» и «Джокер» были сняты постановочные видеоклипы, а на «Марионетки» — концертный.

## История создания
Песни для нового альбома музыканты начали писать за 2 года до его выпуска. Уже в конце 2004 года участники группы говорили в интервью, что новый альбом будет более распевным и мелодичным, чем предыдущий «Бунт на корабле», и по звучанию ближе к более ранним работам группы. Вплотную к записи нового материала группа приступила в начале 2006 года. Однако этот период был омрачён потерями в составе коллектива. В январе из группы ушёл один из её основателей, бас-гитарист Александр Балунов. Некоторое время место за его инструментом занимал гитарист Александр Леонтьев. Он записал вместо Балунова басовые партии к песням «Марионетки», «Писатель Гудвин» и «Матёрый волк». В таком составе группа выступает на двух концертах: 3 февраля на фестивале «Чартова дюжина» и 13 февраля 2006 года на концерте памяти Башлачёва, где композиция «Матёрый волк» впервые исполняется на публике. В конце февраля из-за тяжёлой ситуации в семье группу покинул и Александр Леонтьев, однако в студийной работе он продолжает участвовать, но уже в качестве сессионного музыканта. Его гитарные партии можно услышать во всех песнях альбома, кроме «Плясок на могиле».
На место бас-гитариста в группу приняли Дмитрия «Колбасу» Кандаурова, однако в записи альбома он не участвовал и покинул группу уже в сентябре. Басовые партии к остальным песням дописывал новый участник коллектива — Сергей Захаров. Группа решила вернуть в своё звучание скрипку, отсутствовавшую с момента ухода из группы Марии Нефёдовой в феврале 2004 года. Андрей Князев рекомендовал в группу скрипача Дмитрия Ришко, с которым он записал свой сольный альбом. Таким образом сформировывается новый состав группы, а от второй гитары решили отказаться. Также для записи альбома была приглашена виолончелистка Лена Тэ. Её инструмент можно услышать в композициях «Дочка вурдалака» и «Отражение». В записи песни «Город мертвецов» приняли участие музыканты питерской ска-панк-группы «Spitfire» — Роман Парыгин (труба), Григорий Зонтов (саксофон) и Владислав Александров (тромбон).

## Список композиций
Все тексты написаны Андреем Князевым.
| №                   | Название                                           | Музыка                 | Длительность |
| ------------------- | -------------------------------------------------- | ---------------------- | ------------ |
| 1.                  | «Марионетки»                                       | М. Горшенёв            | 3:36         |
| 2.                  | «Маска»                                            | М. Горшенёв            | 4:44         |
| 3.                  | «Ром»                                              | А. Князев              | 2:41         |
| 4.                  | «Гробовщик»                                        | М. Горшенёв            | 3:55         |
| 5.                  | «Дочка вурдалака»                                  | А. Князев              | 4:08         |
| 6.                  | «Свой среди чужих»                                 | М. Горшенёв            | 4:09         |
| 7.                  | «Отражение»                                        | М. Горшенёв            | 5:32         |
| 8.                  | «Та, что смотрит из пруда»                         | М. Горшенёв            | 3:11         |
| 9.                  | «В гостях у соседа»                                | А. Князев              | 3:47         |
| 10.                 | «Хозяин таверны»                                   | М. Горшенёв            | 2:58         |
| 11.                 | «Писатель Гудвин»                                  | А. Князев              | 3:04         |
| 12.                 | «Джокер»                                           | М. Горшенёв            | 3:16         |
| 13.                 | «Пляски на могиле»                                 | А. Князев              | 3:31         |
| 14.                 | «Матёрый волк»                                     | М. Горшенёв            | 2:14         |
| 15.                 | «Продавец кошмаров»                                | М. Горшенёв            | 3:35         |
| 16.                 | «Город мертвецов + (бонус-трек Красавец-мерзавец)» | М. Горшенёв, А. Князев | 6:33         |
| Общая длительность: | Общая длительность:                                | Общая длительность:    | 1:01:01      |

Бонус DVD издания (уникальные концертные съёмки и клипы)
| №   | Название             | Длительность |
| --- | -------------------- | ------------ |
| 1.  | «Дурак и молния»     |              |
| 2.  | «Блуждают тени»      |              |
| 3.  | «Садовник»           |              |
| 4.  | «Внезапная голова»   |              |
| 5.  | «Охотник»            |              |
| 6.  | «Прыгну со скалы»    |              |
| 7.  | «Ели мясо мужики»    |              |
| 8.  | «Кукла колдуна»      |              |
| 9.  | «Проказник скоморох» |              |
| 10. | «Отец и маски»       |              |

## Участники записи
Группа «Король и Шут»
- Михаил Горшенёв (Горшок) — вокал, музыка.
- Андрей Князев (Князь) — вокал, музыка, тексты.
- Яков Цвиркунов (Яша) — основная гитара, бэк-вокал.
- Сергей Захаров (Захар) — бас-гитара (кроме 1, 11 и 14)
- Александр Щиголев (Поручик) — ударные.
- Дмитрий Ришко (Casper) — скрипка, бэк-вокал, клавишные (1).
- Павел Сажинов — клавишные.

Приглашённые музыканты
- Александр Леонтьев (Ренегат) — ритм-гитара (кроме 13), бас-гитара (1, 11 и 14)
- Ансамбль «Spitfire» — духовая секция (16)
- Лена Тэ — виолончель (5, 7).

Звукозапись
- Звукорежиссёр: Павел Сажинов
- Саунд-продюсер: Сергей Большаков
- Сведение и мастеринг: Сергей Большаков, студия «Наше Время»